# Кирсанов, Александр Васильевич (генерал)
Алекса́ндр Васи́льевич Кирса́нов (11(23) декабря 1898 — 16 ноября 1994) — советский военачальник, в годы Великой Отечественной войны командир 76-й гвардейской стрелковой дивизии, генерал-майор (1.03.1943), Герой Советского Союза (15.01.1944).

## Молодость и Гражданская война
Родился 11 декабря (23 декабря по новому стилю) 1898 года в Казани в семье кустаря-ремесленника. Окончил реальное училище, учился в учительской семинарии.
С сентября 1918 года в войсках Белого движения.
Сослуживец А. В. Кирсанова в 1920—1930 годах и будущий маршал артиллерии Н. Д. Яковлев так рассказывает о последствиях для Кирсанова событий того времени:

В 1929 году проходила чистка партии. В дивизионе с этой целью заседала специальная комиссия. Заседания были открытыми, на них могли присутствовать все желающие. Наконец дошла очередь и до А. В. Кирсанова. К моему изумлению, он вдруг поведал, что в 1918 году, учась в одном из волжских городков в учительской семинарии, добровольцем вступил в формировавшиеся там войска Самарской учредилки. Окончил учебную команду, попал служить в колчаковскую артиллерию фейерверкером. Во время одного из боев был взят красноармейцами в плен. После соответствующей проверки зачислен в 29-ю стрелковую Омскую дивизию РККА и отправлен на белопольский фронт. Воевал опять же в артиллерии, заслужил доверие, вступил в партию. По окончании гражданской войны некоторое время оставался в той же дивизии, затем поступил в школу командного состава РККА имени С. С. Каменева…
После выступления Кирсанова воцарилось молчание. А затем последовали вопросы. Первый: не мобилизован ли он был белыми? Нет, пошел добровольно. Почему? Тогда понимал колчаковщину по-иному. Стрелял ли по нашим войскам? Да, стрелял. А что ещё делают в артиллерии? Почему не перебежал на сторону красных? Не видел в этом необходимости. Ведь только в плену, а затем в боях с белополяками понял свои заблуждения, окончательно и бесповоротно встал на сторону Советской власти. В партию вступил по убеждению, а в анкетах своего прошлого не скрывал.

Из всех присутствовавших на заседании никто против Кирсанова не выступил. Оно и понятно. Ведь за почти трехлетнюю службу в дивизионе он показал себя только с положительной стороны. Политрук батареи Казбинцев тоже горячо выступил на защиту своего командира. Сказал несколько добрых слов о Кирсанове и я, его непосредственный командир. И члены комиссии, правда не без некоторого колебания, постановили: считать А. В. Кирсанова проверенным, оставить в рядах партии. — Яковлев Н. Д. Об артиллерии и немного о себе. — М.: Высшая школа, 1984. Глава «Путь в РККА».
В биографии в сборнике «Великая Отечественная. Комдивы», составленной на основе личного дела и учётно-послужной карточке, содержится несколько иная информация о том периоде жизни А. Кирсанова: в сентябре 1918 года он был мобилизован в Казани в формирующиеся войска «Народной армии» Комуча, служил в Уфе и в Златоусте, в августе 1919 года окончил учебную команду и произведён в унтер-офицеры. Служил в армии адмирала А. В. Колчака командиром пулемётного отделения легкого артиллерийского дивизиона 13-й Казанской дивизии. Во время одного из боёв вся батарея была захвачена красноармейцами, а Кирсанов с уцелевшим личным составом направлен в Красноярск на переформирование. Там с подходом Красной Армии принял участие в восстании местного гарнизона и рабочих города против Колчака. 9 января 1920 года добровольцем вступил в Красную Армию в Красноярске.
Служил в 30-й Иркутской стрелковой дивизии 5-й армии, ездовой и орудийный командир артиллерийской батареи. Воевал против колчаковских войск, прошёл путь от Красноярска до Забайкалья. С августа 1920 года с дивизией воевал на Южном фронте, где участвовал в боях против Русской армии генерала П. Н. Врангеля и отрядов Н. Махно.

## Межвоенный период
По окончании гражданской войны служил в той же дивизии (вошла в состав Вооружённых сил Украины и Крыма, дислоцировалась в Екатеринославе): заведующий клубом дивизиона, начальник связи артиллерийской батареи, политрук батареи, командир взвода. В октябре 1924 года направлен на учёбу. В 1926 году с отличием окончил артиллерийское отделение Киевской объединённой военной школы имени С. С. Каменева. С августа 1926 года служил в 28-м артиллерийском полку 28-й стрелковой дивизии Северо-Кавказского военного округа (Владикавказ): командир взвода, командир батареи, политрук батареи, командир дивизиона, начальник штаба полка. При этом в 1932 году окончил артиллерийские курсы усовершенствования комсостава РККА в Детском Селе. С января 1934 года — начальник штаба 38-го артиллерийского полка 38-й стрелковой дивизии Северо-Кавказского ВО. С декабря 1938 — преподаватель на Новороссийских курсах усовершенствования командного состава запаса (г. Миллерово). С августа 1939 года — командир 422-го гаубичного артиллерийского полка 157-й стрелковой дивизии Северо-Кавказского военного округа.
Вступил в РКП(б) в 1922 году.

## Великая Отечественная война
В начале войны в той же должности, полк и дивизия строили оборонительный рубеж по Черноморскому побережью от Тамани до Геленджика. Направлен на фронт в сентябре 1941 года в должности командира 422-го гаубичного артиллерийского полка 157-й стрелковой дивизии. В составе Отдельной Приморской армии участвовал в обороне Одессы, в октябре 1941 года на кораблях Черноморского флота был эвакуирован в Крым. Там дивизия вошла в 51-ю армию, заняла оборону на Ишуньских позициях. В ходе Крымской оборонительной операции дивизия понесла тяжелые потери, остатки её были оттеснены в Керчь и оттуда эвакуированы на Таманский полуостров. После пополнения во главе того же полка участвовал в Керченско-Феодосийской десантной операции, в наступательных операциях Крымского фронта зимой и весной 1942 года. В начале мая 1942 года назначен начальником артиллерии 276-й стрелковой дивизии Крымского фронта, через несколько дней разбитой в ходе Керченской оборонительной операции. После разгрома войск Крымского фронта в мае 1942 года вторично эвакуирован на Таманский полуостров, при этом был ранен.
С июня 1942 года — начальник артиллерии 157-й стрелковой дивизии Северо-Кавказского военного округа, но уже в июле дивизия переброшена на Сталинградский фронт, где геройски сражалась в Сталинградской битве в рядах 51-й и 64-й армии (с 1.01.1943 — на Донском фронте). 3 сентября 1942 года полковник А. В. Кирсанов назначен командиром этой дивизии. Прошёл с дивизией через всю битву, начиная с июльских боёв с немецкими авангардами на переправах через Дон, и до капитуляции 6-й немецкой армии. За массовый героизм личного состава дивизия получила гвардейское звание и была переименована приказом Народного комиссара обороны СССР от 1 марта 1943 года в 76-ю гвардейскую стрелковую дивизию. Во главе дивизии прошёл боевой путь до Победы. Воевал на Западном (март 1943), Брянском (с марта 1943), Центральном (с сентября 1943), Белорусском, 1-м Белорусском, 2-м Белорусском фронтах. Участвовал в Курской битве, в Орловской и Черниговско-Припятской наступательных операциях.
Командир 76-й гвардейской стрелковой дивизии 61-й армии Центрального фронта гвардии генерал-майор Александр Кирсанов особо отличился в битве за Днепр. 21 сентября 1943 года его дивизия совместно с другими частями штурмом освободила город Чернигов. Преодолев в быстром темпе ещё несколько десятков километров, в ночь на 28 сентября 1943 года воины-гвардейцы под командованием генерала Кирсанова с боем форсировали Днепр в районе н. п. Мысы в Брагинском районе Полесской (ныне Гомельской) области Белорусской ССР и захватили плацдарм. На этом рубеже гвардейцы успешно отражали многочисленные контратаки превосходящих сил неприятеля.
Указом Президиума Верховного Совета СССР «О присвоении звания Героя Советского Союза генералам, офицерскому, сержантскому и рядовому составу Красной Армии» от 15 января 1944 года за «образцовое выполнение боевых заданий командования по форсированию реки Днепр и проявленные при этом мужество и героизм» гвардии генерал-майору Кирсанову Александру Васильевичу присвоено звание Героя Советского Союза с вручением ордена Ленина и медали «Золотая Звезда».
Затем сражался в Гомельско-Речицкой, Калинковичско-Мозырской, Полесской, Белорусской, Прибалтийской, Восточно-Прусской, Восточно-Померанской и Берлинской наступательных операциях.
24 июня 1945 года генерал-майор Кирсанов участвовал в историческом Параде Победы на Красной площади в Москве.

## Послевоенное время

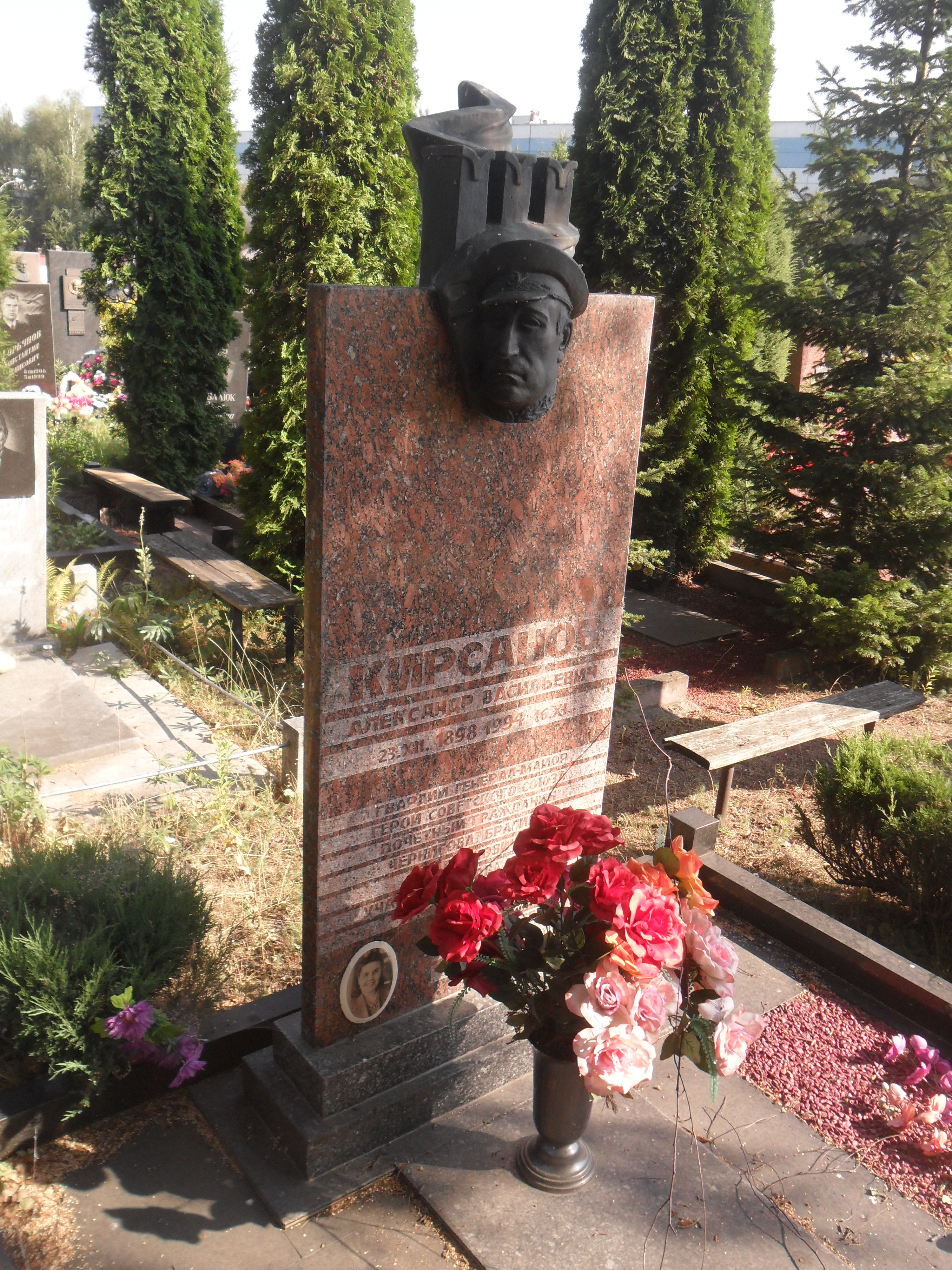
Могила Кирсанова на Восточном кладбище Минска.

После окончания войны продолжал службу в Советской Армии, командуя той же дивизией. В июне 1946 года дивизия была преобразована в 76-ю гвардейскую воздушно-десантную дивизию, генерал Кирсанов командовал ею до апреля 1948 года, когда убыл на учёбу. В 1949 году окончил Высшие академические курсы при Высшей военной академию имени К. Е. Ворошилова, но сразу был переведён на основной курс этой академии. Окончил его в 1950 году. С января 1950 года — заместитель командира 8-го гвардейского воздушно-десантного корпуса. С мая 1951 года — начальник Высших офицерских курсов ВДВ (Рыбинск), переименованных в марте 1954 года в Центральные курсы усовершенствования офицерского состава ВДВ. С июля 1955 года — начальник военной кафедры Белорусского государственного университета имени В. И. Ленина. В августе 1960 года генерал-майор Кирсанов уволен в отставку.
Жил в Минске. С 1963 до 1974 года работал проректором Белорусского государственного университета. Скончался 16 ноября 1994 года. Похоронен в Минске на Восточном («Московском») кладбище.

## Награды
- Герой Советского Союза (15.01.1944)
- Два ордена Ленина (15.01.1944, 6.11.1945)
- Четыре ордена Красного Знамени (2.12.1942, 21.07.1943, 3.11.1944, …)
- Орден Суворова II степени (10.04.1945)
- Орден Кутузова II степени (29.05.1945)
- Орден Отечественной войны I степени (11.03.1985)
- Медали[4]
- Орден Крест Грюнвальда III степени (Польша)

## Память
- Александр Васильевич Кирсанов почётный гражданин городов Чернигов (1967, Украина), Калинковичи (1969, Белоруссия), Уральск (Казахстан)[5] и посёлка городского типа Брагин (1968).
- 4 мая 2015 года в городе Псков одна из улиц носит имя Комдива Кирсанова, на ней на доме № 5 установлена мемориальная доска.[6]
- 1 июля 2020 году на ул. Сторожевской в г. Минске на доме № 8, где он проживал до своей смерти, открыта мемориальная доска в честь Александра Кирсанова.[7][8][9][10]
- В ноябре 2017-го в Минске вандалы разрушили памятник Кирсанову А. В. В преддверии 75-летия Победы волонтеры Белорусского союза молодежи восстанавливают памятник.[11][12][13]